# (297) Caecilia
(297) Caecilia – planetoida z grupy pasa głównego asteroid okrążająca Słońce w ciągu 5 lat i 227 dni w średniej odległości 3,16 j.a. Została odkryta 9 września 1890 roku w Observatoire de Nice w Nicei przez Auguste Charloisa. Pochodzenie nazwy planetoidy nie jest znane.